# Nikolaj Przjevalskij
Nikolaj Michajlovitj Przjevalskij (ryska: Николай Михайлович Пржевальский), född 12 april 1839 i Smolensk, död 1 november 1888 i Karakol, var en rysk upptäcktsresande av polsk härkomst.

## Biografi
Przjevalskij genomgick Krigsakademien i Sankt Petersburg, blev 1864 lärare i geografi vid junkerskolan i Warszawa och sändes 1867 av ryska generalstaben till östra Sibirien för att göra en statistisk-topografisk beskrivning av Ussuriområdet. Han är främst känd för sina resor i Kina och inre Asien, och för att på dessa resor ha upptäckt vildhästen Przewalskis häst.

### Första upptäcktsresan
Åren 1870–1873 företog han på uppdrag av Geografiska sällskapet i Sankt Petersburg, följd av endast tre man och med mycket små finansiella resurser, sin första stora upptäcktsresa i det inre Asien. Den gick från Kjachta över Peking genom Ordosområdet längs Gula floden till Alashan, därifrån återvände han till Kalgan för att efter övervintringen där 1872 framtränga genom Gansu mot väster. Han färdades förbi Koko Nor och genom den djurrika högslätten Zajdam samt kom, efter att ha övergått norra Tibets gränsberg, till Murussu, Yangtze-flodens övre lopp, där han i januari 1873 tvangs av brist på dragare att vända om över Alashan till Urga. Endast 27 dagsresor återstod till hans föresatta mål, Lhasa.

### Andra upptäcktsresan
I maj 1876 begav han sig med en expedition återigen ut på en resa till det inre Asien, vilken företrädesvis hade till mål att undersöka Lop Nor och Tibet. Genom ett dittills nästan okänt område färdades expeditionen från Kulja i Ilidalen till Tarim-floden och utför denna till Lop Nor, som sannolikt ingen europé sett sedan Marco Polos dagar. Därefter framträngde expeditionen mot sydöst till Altyn-Tagh (se Kunlun), men då Przjevalskij på denna väg inte kunde komma till Tibet, återvände han till Kulja (juli 1877).

### Tredje upptäcktsresan
Efter ett nytt försök, som redan i slutet av samma år måste avbrytas då Przjevalskij blev sjuk, inledde han 1879 sin tredje stora expedition. Från Zajsan gick han över Barkul till Hami, passerade därefter Gobiöknen och oasen Satschou, övergick bergskedjan Nanshan, den östra fortsättningen av det 1876 upptäckta Altyn-Tagh, och närmade sig sin rutt från 1872–1873; men då han höll sig mer åt väster, lyckades han komma tre breddgrader längre åt söder och komma inom 267 kilometer ifrån Lhasa, då han av sändebud från Dalai Lama förmåddes vända. Under stora strapatser, genom stark köld, snö och stormar övergick Przjevalskij Kunluns mer än 4 000 meter höga bergskedja, vilken han vid detta ställe kallade Marco-Polo-berget.
Därefter undersökte han trakten kring Kokonor och gjorde en utflykt till Gula flodens övre lopp för att om möjligt nå denna flods källområde, vilket dock till följd av de branta bergskedjorna visade sig omöjligt. Längs Alashan på bekanta vägar återvände han över Urga till Sibirien (november 1880).

### Fjärde upptäcktsresan

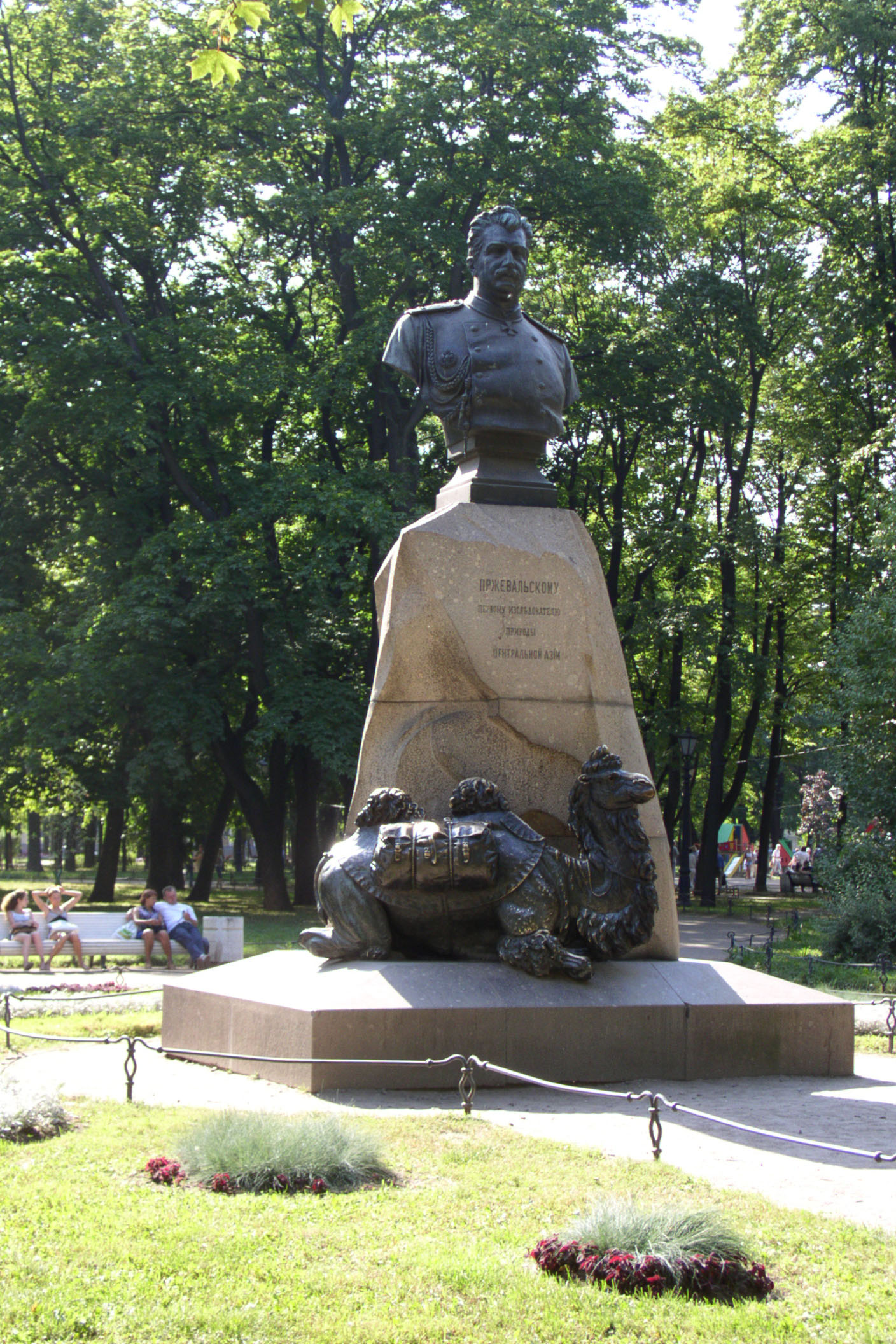
Monument över Przjevalskij i Sankt Petersburg

Sin fjärde expedition anträdde han i november 1883 från Kjachta, drog genom öknen Gobi till Alashan och östra Qajdam, upptäckte på 4 140 meters höjd Gula flodens källor och framträngde ända till Yangtze-floden. Våren 1885 undersökte han trakten mellan Lop Nor och Kerija för att över de berg som skiljer Chotan från det egentliga Tibet ta sig in i sistnämnda land; men övergången omöjliggjordes genom kinesernas förhuggningar, och Przjevalskij drog därför till Chotan för att över Aksu återvända till Karakol i närheten av Ysyk-Köl (november 1885), där han tre år senare avled under förberedelserna till en femte forskningsresa.

## Arvet efter Przjevalskij
Från sina resor hemförde Przjevalskij samlingar av växter och djur av oskattbart värde, omfattande nära 20 000 zoologiska och 16 000 botaniska arter, med vilkas bearbetande många fackmän i åratal varit sysselsatta. Bland andra märkliga upptäckter var vilda kameler och en äldre hästtyp, den efter honom uppkallade Przewalskis häst.
Przjevalskijs reseberättelser är dels intagna i Kejserliga ryska geografiska sällskapets publikationer, dels utgivna i särskilda, med kartor rikt utrustade arbeten på ryska (1875-76, 1883 och 1888, de båda förstnämnda även översatta till tyska). Sven Hedin har i sammandrag översatt dem (General Prschevalskijs forskningsresor i Centralasien 1870-85, 1889- 91). Ryska Vetenskapsakademien började 1888 utgivandet av de vetenskapliga resultaten av hans resor (på ryska och tyska).